# 6562 Takoyaki
6562 Takoyaki eller 1991 VR3 är en asteroid i huvudbältet som upptäcktes 9 november 1991 av de båda japanska astronomerna Kazuro Watanabe och Masayuki Yanai vid Kitami-observatoriet. Den är uppkallad efter den japanska maträtten Takoyaki.
Asteroiden har en diameter på ungefär 4 kilometer.